# Leuconotha
Leuconotha is een geslacht van vlinders van de familie Uraniavlinders (Uraniidae), uit de onderfamilie Epipleminae.

## Soorten
- L. persordida Warren, 1904
- L. subfumida Warren, 1900
- L. venosa Warren, 1897